# Гилева, Ольга Григорьевна
Ольга Григорьевна Гилева (род. 26 января 1987) — российская спортсменка, бронзовый призёр чемпионата России по вольной борьбе 2008 года, мастер спорта России.

## Спортивные результаты
- Чемпионат России по женской борьбе 2008 года — ;